# Ausbesserungswerk Wedau

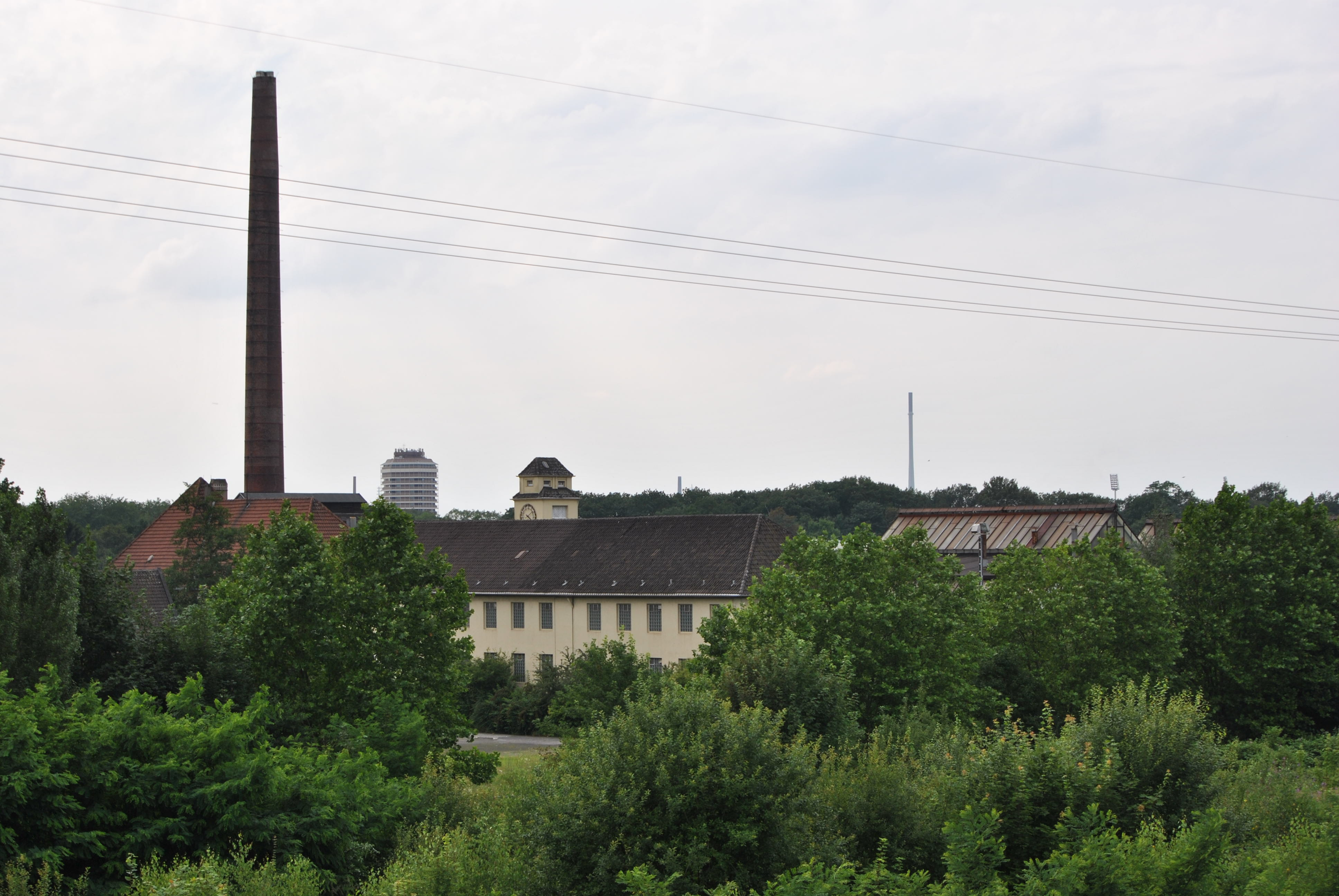
Das Ausbesserungswerk von der Wedauer Brücke aus gesehen

Das Ausbesserungswerk Wedau war ein Ausbesserungswerk für die Reparatur von Güterwagen in Duisburg-Wedau. Es war von 1914 bis 2004 in Betrieb.

## Geschichte
Auf dem Bahngelände in Wedau wurde 1878 das Bahnbetriebswerk Wedau angelegt. Der Rangierbahnhof Wedau von 1890 erlangte durch seinen Ausbau 1912/1913 zentrale Bedeutung als Verschiebebahnhof für den Güterverkehr im westlichen Ruhrgebiet und an der Rheinschiene, zeitgleich wurde auch der Personenverkehr am Bahnhof Wedau aufgenommen. Zur Wartung und Reparatur der Güterwaggons wurde das Ausbesserungswerk ab 1911 errichtet, dazu gehörten eine große Richthalle, eine Zentralwerkstatt, das Kesselhaus, die Schmiede sowie die Verwaltungs-, Kantinen- und Feuerwehrbauten im südlichen Kopf des Geländes. Am 2. Januar 1914 wurde das Ausbesserungswerk als „Königliche Eisenbahn-Hauptwerkstätte“ eröffnet, es entlastete das Werk in Mülheim-Speldorf, das sich nun auf die Ausbesserung von Lokomotiven konzentrieren konnte. Gleichzeitig mit der Eröffnung wurde auch das „Königliches Eisenbahn-Werkstättenamt“ gebildet, dem der „Regierungsbaumeister des Maschinenbaufaches“ Gustav Wagner vorstand.
Gegenüber dem Eingang errichtete man ab 1913 eine Werksiedlung an der Werkstättenstraße. Die ersten Arbeiter kamen aus Speldorf nach Wedau. Aus Sicht der Werksiedlung ist das Werk symmetrisch und repräsentativ angelegt mit dem Verwaltungsgebäude auf der einen Seite des Werktores und der Kantine auf der anderen Seite. Dahinter liegt am Ende eines Platzes die Werkfeuerwehr mit dem zentralen Uhrenturm. Die weiteren Gebäude folgen der rechteckigen Ausrichtung des Rasters.
Die im Ausbesserungswerk Wedau bearbeiteten und untersuchten Waggons bekamen die Kennzeichnung „Wd“.
Im Ersten Weltkrieg wurden auch Wagen des Heeres bearbeitet, bei reduzierter Belegschaft kamen Frauen und Kriegsgefangene zum Einsatz. Zusätzlich aufgebaut wurden eine Schusterei und die Werksküche.
Nach dem Krieg benannte man das Werk um in Reichsbahnausbesserungswerk Wedau.
Durch Schließungen anderer Werkstätten wurden in den Folgejahren viele Arbeiten nach Wedau verlagert und die Beschäftigten aus Arnsberg, Betzdorf, Langenberg und Oberhausen versetzt. Neben den Reparatur- und Revisionsarbeiten übernahm die Leitung auch die Beaufsichtigung der Privatwerke in Duisburg und Essen. Die Lehrlingswerkstatt wurde vergrößert, es gab jetzt Schreinerei, Lackierhalle, Schmiede und verschiedene Lager.
Im Zweiten Weltkrieg erhielt das Gelände zahlreiche Bombentreffer. Aus dieser Zeit stammen die beiden Hochbunker auf dem Gelände. Viele Gebäude wurden schwer beschädigt oder zerstört, nach dem Krieg allerdings wieder aufgebaut.
1957 erweiterte sich die Fertigung um Zubehörteile wie Puffer und Bremsventile. Durch die Schließung des Ausbesserungswerkes Speldorf 1959 kamen weitere Beschäftigte nach Wedau. 1961 geschah dies auch beim Güterwagen-Ausbesserungswerk Recklinghausen. Für die Fertigung von Großraumgüterwaggons wurde das Wedauer Werksgelände nochmals erweitert, in den 1960er Jahren hatte es über 2.000 Mitarbeiter.
Durch Umstrukturierungen der Bahn reduzierten sich die Arbeiten und auch die Beschäftigungszahlen immer mehr, 1983 wurde das erste Mal über eine Schließung diskutiert, 2004 wurde das Ausbesserungswerk stillgelegt. Seitdem liegt das Gelände brach, verschiedene Nachnutzungsideen konnten bis heute nicht umgesetzt werden.
Vom Werk unterliegen das Verwaltungsgebäude, das Bade- und Speisehaus am Eingang, sowie dahinter die Werkfeuerwehr mit dem Uhrenturm und das Kesselhaus mit Kamin dem Denkmalschutz.

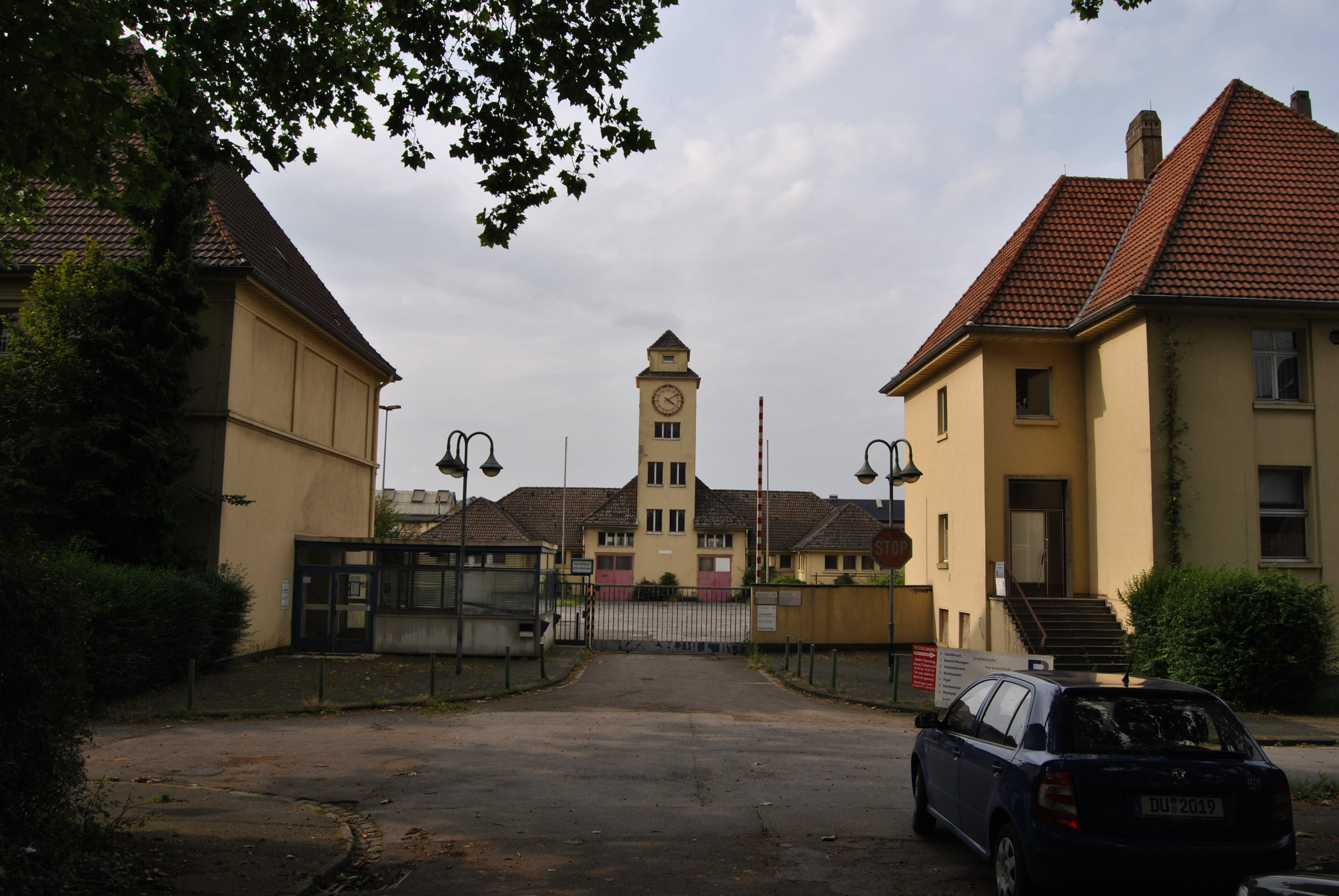
Eingang
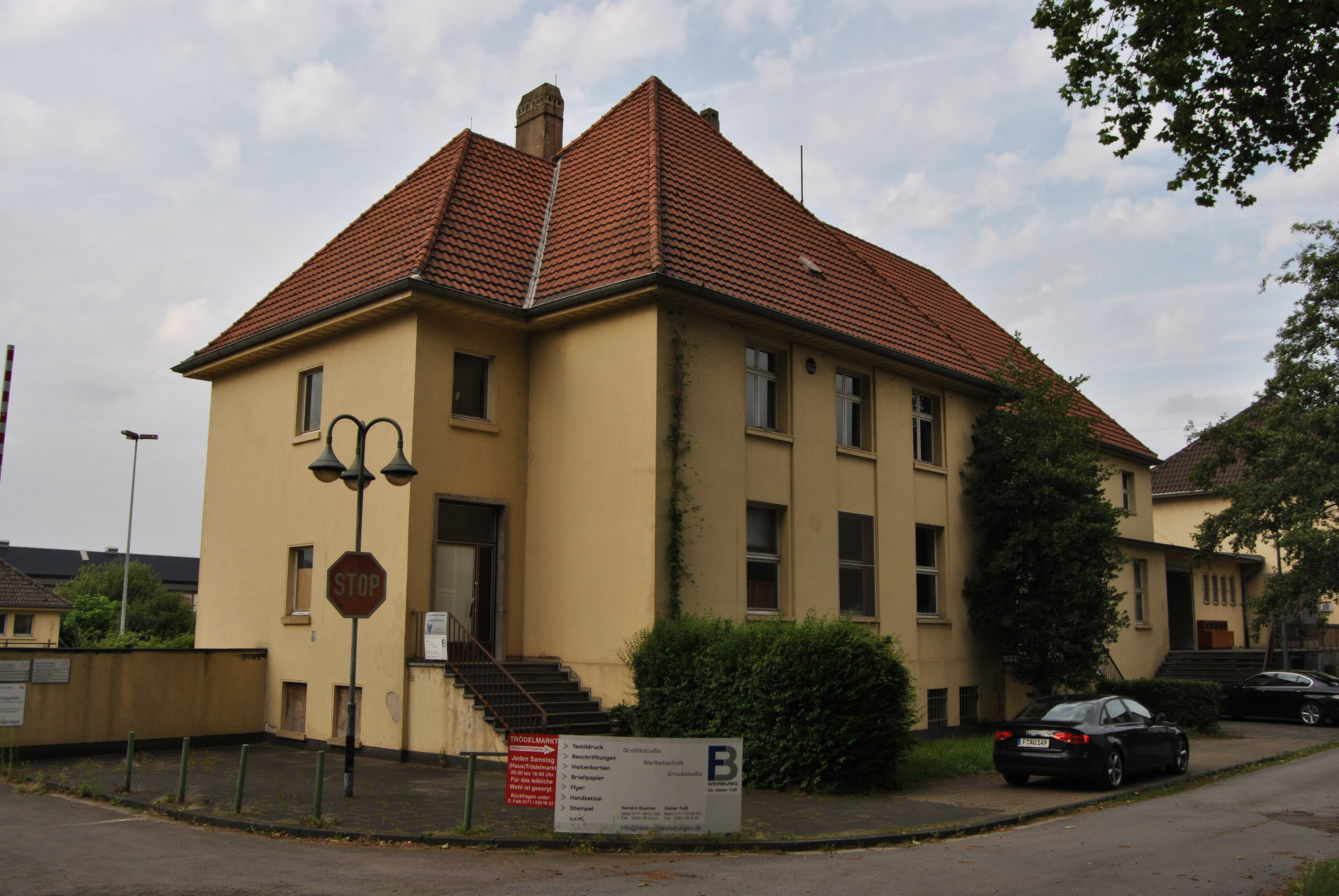
Bade- und Speisehaus
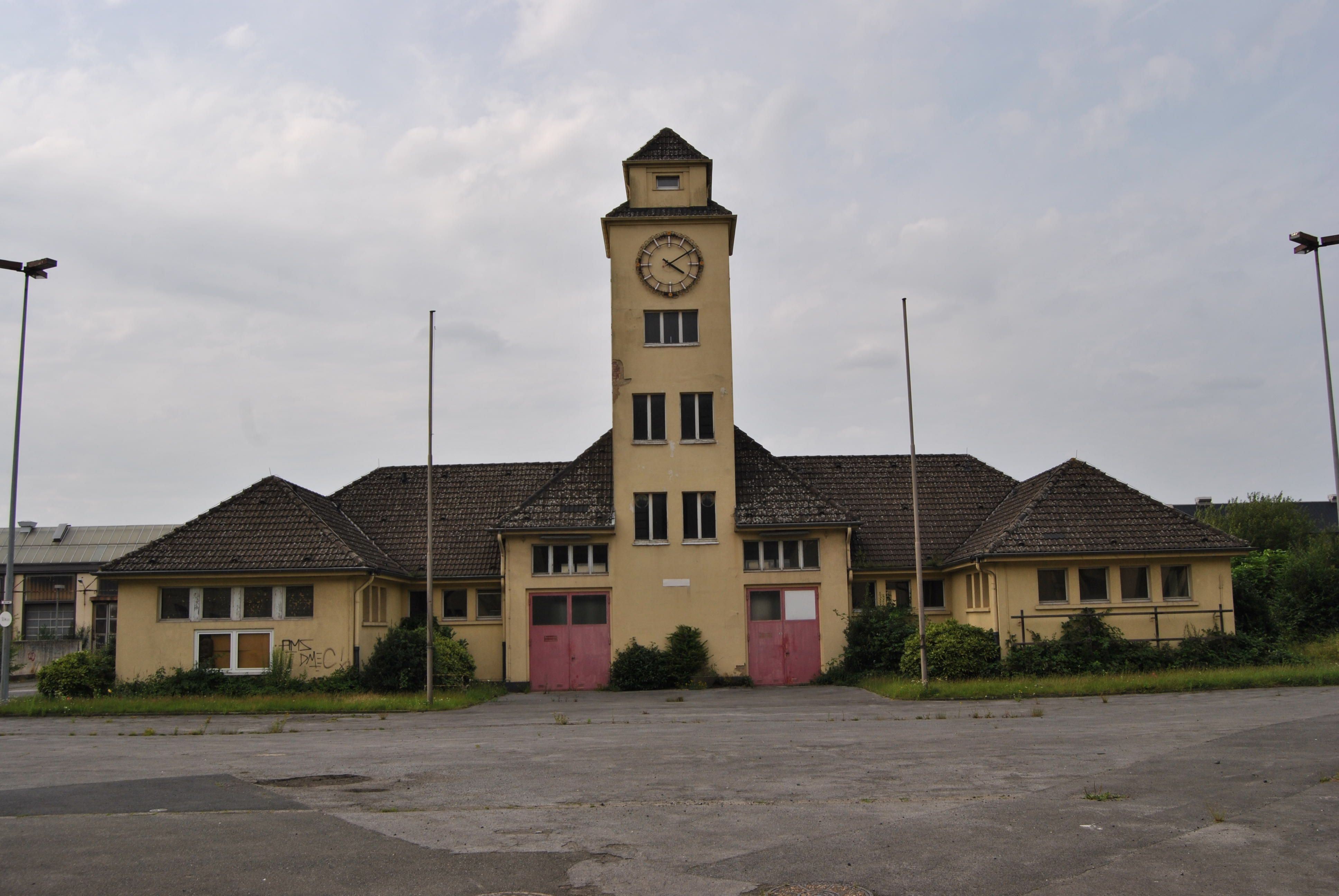
Werkfeuerwehrgebäude mit Uhrturm
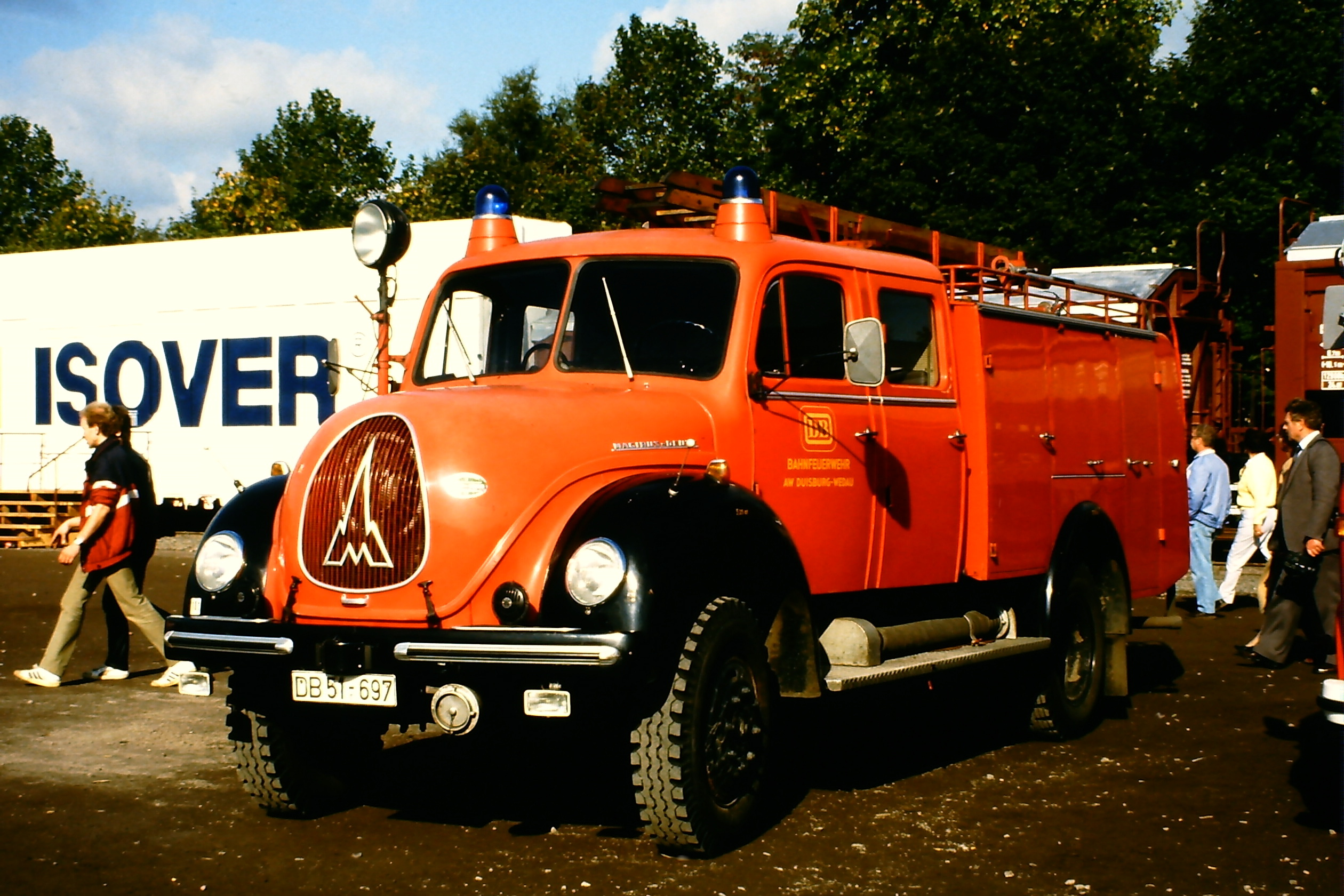
Werkfeuerwehr
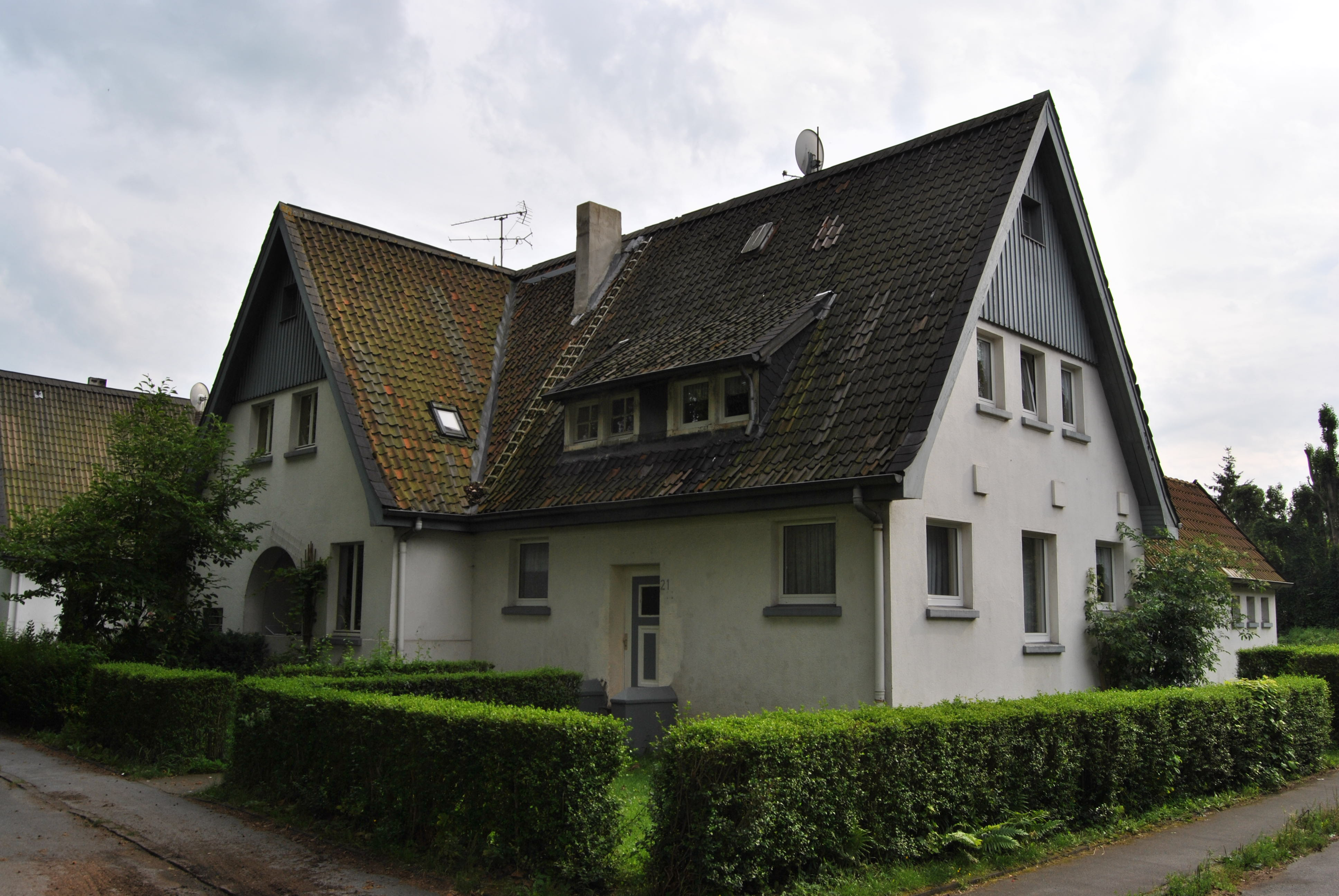
Wohnhaus der angrenzenden Siedlung Werkstättenstraße